# Eitarō Okano
Pour les articles homonymes, voir Okano (homonymie).
Eitarō Okano (en japonais, 岡野 栄太郎 Okano Eitarō, né le 14 juin 1930 et mort à Tokyo le 17 novembre 2020) est un athlète japonais, spécialiste du 400 m et des haies.
Il remporte deux titres lors des Jeux asiatiques de 1951. Il participe aux Jeux olympiques d'été de 1952 à la fois sur 400 m haies et sur relais 4 x 400 m.
Ses records personnels sont de 49 s 9 sur 400 m en 1951 et 53 s 0 sur 400 m haies en 1952.